# بيت الاعور (النادرة)

تعديل مصدري - تعديل

بيت الاعور محلة تابعة لقرية المنزل، التابعة لعزلة مقنع الاعلى بمديرية النادرة إحدى مديريات محافظة إب في الجمهورية اليمنية، بلغ تعداد سكانها 241 حسب تعداد اليمن لعام 2004.